# Rodrigue de Villandrando
Ne pas confondre avec Rodrigo de Villandrando (peintre) (peintre espagnol du XVIe siècle)
Pour les articles homonymes, voir Villandrando.
 (mars 2016).
Rodrigue de Villandrando (Rodrigo de Villandrando en espagnol, également écrit Villa-Andrando dans les textes anciens et dans sa signature), comte de Ribedieux et de Valladolid, seigneur d'Ussel, est un noble et un mercenaire espagnol du Moyen Âge.
Il fut un cruel chef de bande de mercenaires pendant la guerre de Cent Ans, célèbre tant en Espagne qu'en France où il commit de nombreuses exactions. Ses dates de naissance et de mort sont débattues, en l'absence de documents clairs.

Armoiries de Rodrigue de Villandrando : Fascé de 8 pièces d'azur en champ d'or, écartelé d'un croissant baissé et échiquetés d'or et de sable en champ d'argent.

## Biographie
Rodrigue de Villandrando serait né, selon Jules Quicherat, vers 1378. D'autres sources donnent sa naissance vers 1386. Selon Jules Quicherat, il nait en Espagne en Castille. Selon Jules Quicherat encore, il serait mort vers 1457 ou 1458. Mais selon une étude plus précise d'Antonio María Fabié (es) qui s'appuie sur le testament et deux codicilles dictés par Rodrigo lui-même le 15 mars, le 2 avril et le 15 avril 1448, il serait mort entre le 15 avril et le 12 mars 1448.
Il fut comte de Ribadeo et de Valladolid, et seigneur d'Ussel. On le surnommait « L'Empereur des brigands » ou « L'Écorcheur ».

### Ascendance de Rodrigue de Villandrando
Selon Jules Quicherat, la famille Villandrando est originaire de Villa-Andrando, un village de Castille situé entre Burgos et Valladolid.  Mais ce village n'existe pas aujourd'hui, et aucun autre document n'en atteste l'existence.
Le grand-père de Rodrigue de Villandrando, Juan García Gutierrez de Villandrando, caballero de la Orden de la Banda, se lia avec Bertrand Du Guesclin comme partisan du prince Henri de Trastamarre. Il épousa la sœur de Pierre le Besgue, originaire de Villaines, qui avait obtenu pour prix de ses services le comté de Ribadeo en Galice. Le couple eut deux fils : Ruy Garcia de Villandrando, regidor de Valladolid, et Pedro de Villandrando, seigneur de Bambiella, marié à Aldonza Diaz de Corral et mort en 1400.

### Sa vie
Rodrigue est l’aîné des enfants de Pedro de Villandrando et de Aldonza Díaz de Corral. Le frère de Rodrigue, Pedro de Coral, qui prit le nom de sa mère, est l'auteur de Crónica del Rey Don Rodrigo également connue sous le nom de Crónica sarracina, un des textes majeurs du Moyen Âge espagnol.
Le 24 mai 1433, il épouse en premières noces Marguerite de Bourbon, demi-sœur du duc Charles Ier de Bourbon et fille illégitime du duc Jean Ier de Bourbon.
Il épouse en secondes noces Beatriz de Zuniga (ou Beatriz de Estuñiga) dont il aura un fils, Pedro, qui lui succédera comme comte de Ribadeo, après quoi le titre passera à son neveu, Don Gomez de Sarmiento, fils de sa sœur Marina, également née du second lit.
Grâce à sa grand-mère française, il aurait d’abord servi comme page puis dans une compagnie de Jean de Villiers de L'Isle-Adam pendant la guerre entre Armagnacs et Bourguignons et notamment le 29 mai 1418 lors de la prise de Paris.
Vers 1420, il constitue une compagnie de brigandage  qui s’intègre à la compagnie d'Amaury de Séverac en 1422. Il participe à la Bataille de Verneuil (1424). Puis se livre aux pillages à partir de 1427 dans le Languedoc, les régions de Carcassonne et Nîmes montant jusqu’à Lyon en octobre 1428.
Il est rejoint vers 1428 par Jean Salazar qui devient son lieutenant.
Le 11 juin 1430, il participe à la bataille d’Anthon avec environ 400 hommes armés de vouges, de masses, de piques du côté dauphinois contre Louis II de Chalon-Arlay, prince d’Orange et vassal franc-comtois de Philippe le Bon, duc de Bourgogne, qui s’était lié par une convention secrète avec le duc de Savoie, Amédée VIII, en vue de dépecer le Dauphiné. Il fait prisonnier François de La Palud, seigneur de Varembon et le sire de Bussy, Guillaume de Vienne pour lesquels il perçut de fortes rançons.  Les troupes se portèrent aussitôt contre Orange.
Il reçoit alors le titre d’écuyer. Incorporé dans l’armée royale, il est chargé avec Humbert de Grolée de la défense de la frontière bourbonnaise contre la Bourgogne.
En 1431, il est fait comte de Ribadeo en raison des services rendus à Jean II d'Aragon qui l’invite une fois par an à sa table. La même année, il est utilisé pour rétablir l'ordre et réprimer une révolte populaire en Forez et extermine les rebelles réfugiés à Saint-Romain-le-Puy.
En septembre 1432, ses routiers à la solde de Georges de la Trémoille tiennent Les Ponts-de-Cé et sont attaqués par Jean de Bueil.
Vers 1433, il est à l’apogée de sa puissance. Ses 10 000 mercenaires sanguinaires (la plupart d’origine anglaise) terrorisent et rançonnent les populations et les seigneurs des régions qu'ils traversent, principalement dans le Médoc. Lui et ses écorcheurs saccagent et pillent de nombreuses bastides.
En 1433, à la tête de sa bande, les « Rodrigoys », il prend d'assaut le château de Lagarde-Viaur, qu’il restitue après le paiement d’une forte rançon. 
Les religieux du prieuré de Gourdouze en seront chassés en 1433 par Rodrigue de Villandrando. Après négociation et versement d'une somme d'argent, celui-ci quitte les lieux et en 1435, le prieuré devient la propriété des chanoines du prieuré Saint-Nicolas de Campagnac.
En échange d'un prêt de 6 000 écus à son beau-frère Charles Ier de Bourbon, il acquiert le château d'Ussel puis le château de Châteldon. Il s'installe ensuite au château de Montgilbert, de 1434 à 1439.
En 1437, les fourriers du roi Charles VII sont détroussés à Hérisson par ses hommes.
En 1438, l’armée du lieutenant général Charles d’Albret suivie par les hommes de Villandrando va attaquer Bordeaux et pille le Médoc, mais échoue contre l’enceinte de la ville.
En 1443, une partie des bandes de Rodrigue  sous le commandement de Jean Salazar refluent d'Espagne, dévastent le Haut Languedoc et mettent au pillage le Lauragais.
Banni du royaume, il acheva sa vie comme maréchal de Castille, au service de l'Espagne, après avoir légué ses biens à l'Église de son pays natal. Réfugié dans une vie pieuse, il meurt vers 1457.

## Quelques villes pillées ou rançonnées par Rodrigue de Villandrando
- Treignac
- Meymac
- Tulle
- Saint-Clément-de-Régnat (1431)
- Saint-Romain-le-Puy (1431)
- Bor-et-Bar
- Salers (avant 1428)
- Laparade
- Cordes (1436)
- Bois-Sainte-Marie (1437)
- Lauzun (1438)
- Fumel (1438)
- Issigeac (1438)
- Blanquefort (1438)
- Changy (1441)
- Pavie (1441)
- Saint-Martin-Laguépie
- Aurec-sur-Loire (1430)